# Royal Nairobi Golf Club
De Royal Nairobi Golf Club is de oudste golfclub in Kenia.

## Geschiedenis
De club werd in 1906 opgericht en had in juni 1908 een 9-holes golfbaan. Hoewel er water door de baan loopt, waren er nog geen greens, maar browns (van zand). In 1911 werd het clubhuis geopend. De club had drie soorten leden, spelende, niet-spelende en tijdelijke leden. Er was een speciale regel dat leden geen ballen mochten kopen van de caddies.
Tijdens de Eerste Wereldoorlog werden veel jonge leden weggeroepen. Sommigen moesten bij Taveta vechten tegen de Duitsers. Aangezien het ledental zakte werd besloten dames toe te laten, zonder stemrecht. Een deel van de baan werd in beslag genomen door het leger. Na de oorlog groeide het ledenaantal en werd de baan hersteld. Enkele jaren later werd de baan uitgebreid naar 18 holes.
In 1948 wilde de overheid een spoortraject verleggen voor de trein naar Uganda, en vroeg de club een deel van de grond af te staan. De veranderingen hebben er toen ook toe geleid dat er in 1950 gras-greens kwamen. In 1971 werd een beregeningsysteem aangelegd en in 1979 kwam er een zwembad. Ook kwamen er squashbanen.
In 1997-1998 werd veel schade toegebracht door El Niño, en voor het eerst had de club grote schulden. In 2001 waren die afbetaald en werden voorbereidingen getroffen om het 100-jarig bestaan van de club te vieren. Het clubhuis werd opgeknapt en er werd geïnvesteerd in baanonderhoud.

## De baan
De 18-holes golfbaan heeft een par van 72 en een lengte van 6311 meter. Vanaf het moment dat koning George V er in 1936 had gespeeld, werd de club Royal genoemd. De club heeft nu ongeveer 1500 leden, waarvan ongeveer 10% jeugdlid is.

## The Tannahill Shield
Er kwamen steeds meer golfclubs in Kenia, zoals de Muthaiga Country Club (1913), en ook in de omringende landen.
In 1924 werden voor het eerste andere clubs uitgenodigd voor een toernooi tijdens pasen. Het werd een groot succes, zo zelfs dat de zaterdag tot bank holiday werd benoemd zodat men geen vrije dag hoefde op te nemen om mee te doen. Het werd een jaarlijks evenement. De formule is foursome, de negen team bestaan tegenwoordig uit tien spelers. Het toernooi kreeg de naam The Tannahill Shield.
Deelnemende clubs zijn Royal Nairobi Golf Club (gastheer), Limuru Country Club, Karen Country Club, Sigona, Kenya Railway, Vet Lab Sports Club, Western Country Club, Nyali Golf Club (1956) en de Muthaiga Golf Club, die het toernooi het vaakst heeft gewonnen, inclusief 1992-2011.